# Список глав государств по годам
Ниже располагаются списки правителей и глав государств, привязанные к каждому упомянутому в статье году.

## Наша эра
| XXI век                                                             | XX век                                                              | XIX век                                                             |
| ------------------------------------------------------------------- | ------------------------------------------------------------------- | ------------------------------------------------------------------- |
| 2030 — 2029 — 2028 — 2027 — 2026 — 2025 — 2024 — 2023 — 2022 — 2021 | 2000 — 1999 — 1998 — 1997 — 1996 — 1995 — 1994 — 1993 — 1992 — 1991 | 1900 — 1899 — 1898 — 1897 — 1896 — 1895 — 1894 — 1893 — 1892 — 1891 |
| 2020 — 2019 — 2018 — 2017 — 2016 — 2015 — 2014 — 2013 — 2012 — 2011 | 1990 — 1989 — 1988 — 1987 — 1986 — 1985 — 1984 — 1983 — 1982 — 1981 | 1890 — 1889 — 1888 — 1887 — 1886 — 1885 — 1884 — 1883 — 1882 — 1881 |
| 2010 — 2009 — 2008 — 2007 — 2006 — 2005 — 2004 — 2003 — 2002 — 2001 | 1980 — 1979 — 1978 — 1977 — 1976 — 1975 — 1974 — 1973 — 1972 — 1971 | 1880 — 1879 — 1878 — 1877 — 1876 — 1875 — 1874 — 1873 — 1872 — 1871 |
|                                                                     | 1970 — 1969 — 1968 — 1967 — 1966 — 1965 — 1964 — 1963 — 1962 — 1961 | 1870 — 1869 — 1868 — 1867 — 1866 — 1865 — 1864 — 1863 — 1862 — 1861 |
|                                                                     | 1960 — 1959 — 1958 — 1957 — 1956 — 1955 — 1954 — 1953 — 1952 — 1951 | 1860 — 1859 — 1858 — 1857 — 1856 — 1855 — 1854 — 1853 — 1852 — 1851 |
|                                                                     | 1950 — 1949 — 1948 — 1947 — 1946 — 1945 — 1944 — 1943 — 1942 — 1941 | 1850 — 1849 — 1848 — 1847 — 1846 — 1845 — 1844 — 1843 — 1842 — 1841 |
|                                                                     | 1940 — 1939 — 1938 — 1937 — 1936 — 1935 — 1934 — 1933 — 1932 — 1931 | 1840 — 1839 — 1838 — 1837 — 1836 — 1835 — 1834 — 1833 — 1832 — 1831 |
|                                                                     | 1930 — 1929 — 1928 — 1927 — 1926 — 1925 — 1924 — 1923 — 1922 — 1921 | 1830 — 1829 — 1828 — 1827 — 1826 — 1825 — 1824 — 1823 — 1822 — 1821 |
|                                                                     | 1920 — 1919 — 1918 — 1917 — 1916 — 1915 — 1914 — 1913 — 1912 — 1911 | 1820 — 1819 — 1818 — 1817 — 1816 — 1815 — 1814 — 1813 — 1812 — 1811 |
|                                                                     | 1910 — 1909 — 1908 — 1907 — 1906 — 1905 — 1904 — 1903 — 1902 — 1901 | 1810 — 1809 — 1808 — 1807 — 1806 — 1805 — 1804 — 1803 — 1802 — 1801 |

| XVIII век                                                           | XVII век                                                            | XVI век                                                             |
| ------------------------------------------------------------------- | ------------------------------------------------------------------- | ------------------------------------------------------------------- |
| 1800 — 1799 — 1798 — 1797 — 1796 — 1795 — 1794 — 1793 — 1792 — 1791 | 1700 — 1699 — 1698 — 1697 — 1696 — 1695 — 1694 — 1693 — 1692 — 1691 | 1600 — 1599 — 1598 — 1597 — 1596 — 1595 — 1594 — 1593 — 1592 — 1591 |
| 1790 — 1789 — 1788 — 1787 — 1786 — 1785 — 1784 — 1783 — 1782 — 1781 | 1690 — 1689 — 1688 — 1687 — 1686 — 1685 — 1684 — 1683 — 1682 — 1681 | 1590 — 1589 — 1588 — 1587 — 1586 — 1585 — 1584 — 1583 — 1582 — 1581 |
| 1780 — 1779 — 1778 — 1777 — 1776 — 1775 — 1774 — 1773 — 1772 — 1771 | 1680 — 1679 — 1678 — 1677 — 1676 — 1675 — 1674 — 1673 — 1672 — 1671 | 1580 — 1579 — 1578 — 1577 — 1576 — 1575 — 1574 — 1573 — 1572 — 1571 |
| 1770 — 1769 — 1768 — 1767 — 1766 — 1765 — 1764 — 1763 — 1762 — 1761 | 1670 — 1669 — 1668 — 1667 — 1666 — 1665 — 1664 — 1663 — 1662 — 1661 | 1570 — 1569 — 1568 — 1567 — 1566 — 1565 — 1564 — 1563 — 1562 — 1561 |
| 1760 — 1759 — 1758 — 1757 — 1756 — 1755 — 1754 — 1753 — 1752 — 1751 | 1660 — 1659 — 1658 — 1657 — 1656 — 1655 — 1654 — 1653 — 1652 — 1651 | 1560 — 1559 — 1558 — 1557 — 1556 — 1555 — 1554 — 1553 — 1552 — 1551 |
| 1750 — 1749 — 1748 — 1747 — 1746 — 1745 — 1744 — 1743 — 1742 — 1741 | 1650 — 1649 — 1648 — 1647 — 1646 — 1645 — 1644 — 1643 — 1642 — 1641 | 1550 — 1549 — 1548 — 1547 — 1546 — 1545 — 1544 — 1543 — 1542 — 1541 |
| 1740 — 1739 — 1738 — 1737 — 1736 — 1735 — 1734 — 1733 — 1732 — 1731 | 1640 — 1639 — 1638 — 1637 — 1636 — 1635 — 1634 — 1633 — 1632 — 1631 | 1540 — 1539 — 1538 — 1537 — 1536 — 1535 — 1534 — 1533 — 1532 — 1531 |
| 1730 — 1729 — 1728 — 1727 — 1726 — 1725 — 1724 — 1723 — 1722 — 1721 | 1630 — 1629 — 1628 — 1627 — 1626 — 1625 — 1624 — 1623 — 1622 — 1621 | 1530 — 1529 — 1528 — 1527 — 1526 — 1525 — 1524 — 1523 — 1522 — 1521 |
| 1720 — 1719 — 1718 — 1717 — 1716 — 1715 — 1714 — 1713 — 1712 — 1711 | 1620 — 1619 — 1618 — 1617 — 1616 — 1615 — 1614 — 1613 — 1612 — 1611 | 1520 — 1519 — 1518 — 1517 — 1516 — 1515 — 1514 — 1513 — 1512 — 1511 |
| 1710 — 1709 — 1708 — 1707 — 1706 — 1705 — 1704 — 1703 — 1702 — 1701 | 1610 — 1609 — 1608 — 1607 — 1606 — 1605 — 1604 — 1603 — 1602 — 1601 | 1510 — 1509 — 1508 — 1507 — 1506 — 1505 — 1504 — 1503 — 1502 — 1501 |

| XV век                                                              | XIV век                                                             | XIII век                                                            |
| ------------------------------------------------------------------- | ------------------------------------------------------------------- | ------------------------------------------------------------------- |
| 1500 — 1499 — 1498 — 1497 — 1496 — 1495 — 1494 — 1493 — 1492 — 1491 | 1400 — 1399 — 1398 — 1397 — 1396 — 1395 — 1394 — 1393 — 1392 — 1391 | 1300 — 1299 — 1298 — 1297 — 1296 — 1295 — 1294 — 1293 — 1292 — 1291 |
| 1490 — 1489 — 1488 — 1487 — 1486 — 1485 — 1484 — 1483 — 1482 — 1481 | 1390 — 1389 — 1388 — 1387 — 1386 — 1385 — 1384 — 1383 — 1382 — 1381 | 1290 — 1289 — 1288 — 1287 — 1286 — 1285 — 1284 — 1283 — 1282 — 1281 |
| 1480 — 1479 — 1478 — 1477 — 1476 — 1475 — 1474 — 1473 — 1472 — 1471 | 1380 — 1379 — 1378 — 1377 — 1376 — 1375 — 1374 — 1373 — 1372 — 1371 | 1280 — 1279 — 1278 — 1277 — 1276 — 1275 — 1274 — 1273 — 1272 — 1271 |
| 1470 — 1469 — 1468 — 1467 — 1466 — 1465 — 1464 — 1463 — 1462 — 1461 | 1370 — 1369 — 1368 — 1367 — 1366 — 1365 — 1364 — 1363 — 1362 — 1361 | 1270 — 1269 — 1268 — 1267 — 1266 — 1265 — 1264 — 1263 — 1262 — 1261 |
| 1460 — 1459 — 1458 — 1457 — 1456 — 1455 — 1454 — 1453 — 1452 — 1451 | 1360 — 1359 — 1358 — 1357 — 1356 — 1355 — 1354 — 1353 — 1352 — 1351 | 1260 — 1259 — 1258 — 1257 — 1256 — 1255 — 1254 — 1253 — 1252 — 1251 |
| 1450 — 1449 — 1448 — 1447 — 1446 — 1445 — 1444 — 1443 — 1442 — 1441 | 1350 — 1349 — 1348 — 1347 — 1346 — 1345 — 1344 — 1343 — 1342 — 1341 | 1250 — 1249 — 1248 — 1247 — 1246 — 1245 — 1244 — 1243 — 1242 — 1241 |
| 1440 — 1439 — 1438 — 1437 — 1436 — 1435 — 1434 — 1433 — 1432 — 1431 | 1340 — 1339 — 1338 — 1337 — 1336 — 1335 — 1334 — 1333 — 1332 — 1331 | 1240 — 1239 — 1238 — 1237 — 1236 — 1235 — 1234 — 1233 — 1232 — 1231 |
| 1430 — 1429 — 1428 — 1427 — 1426 — 1425 — 1424 — 1423 — 1422 — 1421 | 1330 — 1329 — 1328 — 1327 — 1326 — 1325 — 1324 — 1323 — 1322 — 1321 | 1230 — 1229 — 1228 — 1227 — 1226 — 1225 — 1224 — 1223 — 1222 — 1221 |
| 1420 — 1419 — 1418 — 1417 — 1416 — 1415 — 1414 — 1413 — 1412 — 1411 | 1320 — 1319 — 1318 — 1317 — 1316 — 1315 — 1314 — 1313 — 1312 — 1311 | 1220 — 1219 — 1218 — 1217 — 1216 — 1215 — 1214 — 1213 — 1212 — 1211 |
| 1410 — 1409 — 1408 — 1407 — 1406 — 1405 — 1404 — 1403 — 1402 — 1401 | 1310 — 1309 — 1308 — 1307 — 1306 — 1305 — 1304 — 1303 — 1302 — 1301 | 1210 — 1209 — 1208 — 1207 — 1206 — 1205 — 1204 — 1203 — 1202 — 1201 |

| XII век                                                             | XI век                                                              | X век                                                      |
| ------------------------------------------------------------------- | ------------------------------------------------------------------- | ---------------------------------------------------------- |
| 1200 — 1199 — 1198 — 1197 — 1196 — 1195 — 1194 — 1193 — 1192 — 1191 | 1100 — 1099 — 1098 — 1097 — 1096 — 1095 — 1094 — 1093 — 1092 — 1091 | 1000 — 999 — 998 — 997 — 996 — 995 — 994 — 993 — 992 — 991 |
| 1190 — 1189 — 1188 — 1187 — 1186 — 1185 — 1184 — 1183 — 1182 — 1181 | 1090 — 1089 — 1088 — 1087 — 1086 — 1085 — 1084 — 1083 — 1082 — 1081 | 990 — 989 — 988 — 987 — 986 — 985 — 984 — 983 — 982 — 981  |
| 1180 — 1179 — 1178 — 1177 — 1176 — 1175 — 1174 — 1173 — 1172 — 1171 | 1080 — 1079 — 1078 — 1077 — 1076 — 1075 — 1074 — 1073 — 1072 — 1071 | 980 — 979 — 978 — 977 — 976 — 975 — 974 — 973 — 972 — 971  |
| 1170 — 1169 — 1168 — 1167 — 1166 — 1165 — 1164 — 1163 — 1162 — 1161 | 1070 — 1069 — 1068 — 1067 — 1066 — 1065 — 1064 — 1063 — 1062 — 1061 | 970 — 969 — 968 — 967 — 966 — 965 — 964 — 963 — 962 — 961  |
| 1160 — 1159 — 1158 — 1157 — 1156 — 1155 — 1154 — 1153 — 1152 — 1151 | 1060 — 1059 — 1058 — 1057 — 1056 — 1055 — 1054 — 1053 — 1052 — 1051 | 960 — 959 — 958 — 957 — 956 — 955 — 954 — 953 — 952 — 951  |
| 1150 — 1149 — 1148 — 1147 — 1146 — 1145 — 1144 — 1143 — 1142 — 1141 | 1050 — 1049 — 1048 — 1047 — 1046 — 1045 — 1044 — 1043 — 1042 — 1041 | 950 — 949 — 948 — 947 — 946 — 945 — 944 — 943 — 942 — 941  |
| 1140 — 1139 — 1138 — 1137 — 1136 — 1135 — 1134 — 1133 — 1132 — 1131 | 1040 — 1039 — 1038 — 1037 — 1036 — 1035 — 1034 — 1033 — 1032 — 1031 | 940 — 939 — 938 — 937 — 936 — 935 — 934 — 933 — 932 — 931  |
| 1130 — 1129 — 1128 — 1127 — 1126 — 1125 — 1124 — 1123 — 1122 — 1121 | 1030 — 1029 — 1028 — 1027 — 1026 — 1025 — 1024 — 1023 — 1022 — 1021 | 930 — 929 — 928 — 927 — 926 — 925 — 924 — 923 — 922 — 921  |
| 1120 — 1119 — 1118 — 1117 — 1116 — 1115 — 1114 — 1113 — 1112 — 1111 | 1020 — 1019 — 1018 — 1017 — 1016 — 1015 — 1014 — 1013 — 1012 — 1011 | 920 — 919 — 918 — 917 — 916 — 915 — 914 — 913 — 912 — 911  |
| 1110 — 1109 — 1108 — 1107 — 1106 — 1105 — 1104 — 1103 — 1102 — 1101 | 1010 — 1009 — 1008 — 1007 — 1006 — 1005 — 1004 — 1003 — 1002 — 1001 | 910 — 909 — 908 — 907 — 906 — 905 — 904 — 903 — 902 — 901  |

| IX век                                                    | VIII век                                                  | VII век                                                   |
| --------------------------------------------------------- | --------------------------------------------------------- | --------------------------------------------------------- |
| 900 — 899 — 898 — 897 — 896 — 895 — 894 — 893 — 892 — 891 | 800 — 799 — 798 — 797 — 796 — 795 — 794 — 793 — 792 — 791 | 700 — 699 — 698 — 697 — 696 — 695 — 694 — 693 — 692 — 691 |
| 890 — 889 — 888 — 887 — 886 — 885 — 884 — 883 — 882 — 881 | 790 — 789 — 788 — 787 — 786 — 785 — 784 — 783 — 782 — 781 | 690 — 689 — 688 — 687 — 686 — 685 — 684 — 683 — 682 — 681 |
| 880 — 879 — 878 — 877 — 876 — 875 — 874 — 873 — 872 — 871 | 780 — 779 — 778 — 777 — 776 — 775 — 774 — 773 — 772 — 771 | 680 — 679 — 678 — 677 — 676 — 675 — 674 — 673 — 672 — 671 |
| 870 — 869 — 868 — 867 — 866 — 865 — 864 — 863 — 862 — 861 | 770 — 769 — 768 — 767 — 766 — 765 — 764 — 763 — 762 — 761 | 670 — 669 — 668 — 667 — 666 — 665 — 664 — 663 — 662 — 661 |
| 860 — 859 — 858 — 857 — 856 — 855 — 854 — 853 — 852 — 851 | 760 — 759 — 758 — 757 — 756 — 755 — 754 — 753 — 752 — 751 | 660 — 659 — 658 — 657 — 656 — 655 — 654 — 653 — 652 — 651 |
| 850 — 849 — 848 — 847 — 846 — 845 — 844 — 843 — 842 — 841 | 750 — 749 — 748 — 747 — 746 — 745 — 744 — 743 — 742 — 741 | 650 — 649 — 648 — 647 — 646 — 645 — 644 — 643 — 642 — 641 |
| 840 — 839 — 838 — 837 — 836 — 835 — 834 — 833 — 832 — 831 | 740 — 739 — 738 — 737 — 736 — 735 — 734 — 733 — 732 — 731 | 640 — 639 — 638 — 637 — 636 — 635 — 634 — 633 — 632 — 631 |
| 830 — 829 — 828 — 827 — 826 — 825 — 824 — 823 — 822 — 821 | 730 — 729 — 728 — 727 — 726 — 725 — 724 — 723 — 722 — 721 | 630 — 629 — 628 — 627 — 626 — 625 — 624 — 623 — 622 — 621 |
| 820 — 819 — 818 — 817 — 816 — 815 — 814 — 813 — 812 — 811 | 720 — 719 — 718 — 717 — 716 — 715 — 714 — 713 — 712 — 711 | 620 — 619 — 618 — 617 — 616 — 615 — 614 — 613 — 612 — 611 |
| 810 — 809 — 808 — 807 — 806 — 805 — 804 — 803 — 802 — 801 | 710 — 709 — 708 — 707 — 706 — 705 — 704 — 703 — 702 — 701 | 610 — 609 — 608 — 607 — 606 — 605 — 604 — 603 — 602 — 601 |

| VI век                                                    | V век                                                     | IV век                                                    |
| --------------------------------------------------------- | --------------------------------------------------------- | --------------------------------------------------------- |
| 600 — 599 — 598 — 597 — 596 — 595 — 594 — 593 — 592 — 591 | 500 — 499 — 498 — 497 — 496 — 495 — 494 — 493 — 492 — 491 | 400 — 399 — 398 — 397 — 396 — 395 — 394 — 393 — 392 — 391 |
| 590 — 589 — 588 — 587 — 586 — 585 — 584 — 583 — 582 — 581 | 490 — 489 — 488 — 487 — 486 — 485 — 484 — 483 — 482 — 481 | 390 — 389 — 388 — 387 — 386 — 385 — 384 — 383 — 382 — 381 |
| 580 — 579 — 578 — 577 — 576 — 575 — 574 — 573 — 572 — 571 | 480 — 479 — 478 — 477 — 476 — 475 — 474 — 473 — 472 — 471 | 380 — 379 — 378 — 377 — 376 — 375 — 374 — 373 — 372 — 371 |
| 570 — 569 — 568 — 567 — 566 — 565 — 564 — 563 — 562 — 561 | 470 — 469 — 468 — 467 — 466 — 465 — 464 — 463 — 462 — 461 | 370 — 369 — 368 — 367 — 366 — 365 — 364 — 363 — 362 — 361 |
| 560 — 559 — 558 — 557 — 556 — 555 — 554 — 553 — 552 — 551 | 460 — 459 — 458 — 457 — 456 — 455 — 454 — 453 — 452 — 451 | 360 — 359 — 358 — 357 — 356 — 355 — 354 — 353 — 352 — 351 |
| 550 — 549 — 548 — 547 — 546 — 545 — 544 — 543 — 542 — 541 | 450 — 449 — 448 — 447 — 446 — 445 — 444 — 443 — 442 — 441 | 350 — 349 — 348 — 347 — 346 — 345 — 344 — 343 — 342 — 341 |
| 540 — 539 — 538 — 537 — 536 — 535 — 534 — 533 — 532 — 531 | 440 — 439 — 438 — 437 — 436 — 435 — 434 — 433 — 432 — 431 | 340 — 339 — 338 — 337 — 336 — 335 — 334 — 333 — 332 — 331 |
| 530 — 529 — 528 — 527 — 526 — 525 — 524 — 523 — 522 — 521 | 430 — 429 — 428 — 427 — 426 — 425 — 424 — 423 — 422 — 421 | 330 — 329 — 328 — 327 — 326 — 325 — 324 — 323 — 322 — 321 |
| 520 — 519 — 518 — 517 — 516 — 515 — 514 — 513 — 512 — 511 | 420 — 419 — 418 — 417 — 416 — 415 — 414 — 413 — 412 — 411 | 320 — 319 — 318 — 317 — 316 — 315 — 314 — 313 — 312 — 311 |
| 510 — 509 — 508 — 507 — 506 — 505 — 504 — 503 — 502 — 501 | 410 — 409 — 408 — 407 — 406 — 405 — 404 — 403 — 402 — 401 | 310 — 309 — 308 — 307 — 306 — 305 — 304 — 303 — 302 — 301 |

| III век                                                   | II век                                                    | I век                                            |
| --------------------------------------------------------- | --------------------------------------------------------- | ------------------------------------------------ |
| 300 — 299 — 298 — 297 — 296 — 295 — 294 — 293 — 292 — 291 | 200 — 199 — 198 — 197 — 196 — 195 — 194 — 193 — 192 — 191 | 100 — 99 — 98 — 97 — 96 — 95 — 94 — 93 — 92 — 91 |
| 290 — 289 — 288 — 287 — 286 — 285 — 284 — 283 — 282 — 281 | 190 — 189 — 188 — 187 — 186 — 185 — 184 — 183 — 182 — 181 | 90 — 89 — 88 — 87 — 86 — 85 — 84 — 83 — 82 — 81  |
| 280 — 279 — 278 — 277 — 276 — 275 — 274 — 273 — 272 — 271 | 180 — 179 — 178 — 177 — 176 — 175 — 174 — 173 — 172 — 171 | 80 — 79 — 78 — 77 — 76 — 75 — 74 — 73 — 72 — 71  |
| 270 — 269 — 268 — 267 — 266 — 265 — 264 — 263 — 262 — 261 | 170 — 169 — 168 — 167 — 166 — 165 — 164 — 163 — 162 — 161 | 70 — 69 — 68 — 67 — 66 — 65 — 64 — 63 — 62 — 61  |
| 260 — 259 — 258 — 257 — 256 — 255 — 254 — 253 — 252 — 251 | 160 — 159 — 158 — 157 — 156 — 155 — 154 — 153 — 152 — 151 | 60 — 59 — 58 — 57 — 56 — 55 — 54 — 53 — 52 — 51  |
| 250 — 249 — 248 — 247 — 246 — 245 — 244 — 243 — 242 — 241 | 150 — 149 — 148 — 147 — 146 — 145 — 144 — 143 — 142 — 141 | 50 — 49 — 48 — 47 — 46 — 45 — 44 — 43 — 42 — 41  |
| 240 — 239 — 238 — 237 — 236 — 235 — 234 — 233 — 232 — 231 | 140 — 139 — 138 — 137 — 136 — 135 — 134 — 133 — 132 — 131 | 40 — 39 — 38 — 37 — 36 — 35 — 34 — 33 — 32 — 31  |
| 230 — 229 — 228 — 227 — 226 — 225 — 224 — 223 — 222 — 221 | 130 — 129 — 128 — 127 — 126 — 125 — 124 — 123 — 122 — 121 | 30 — 29 — 28 — 27 — 26 — 25 — 24 — 23 — 22 — 21  |
| 220 — 219 — 218 — 217 — 216 — 215 — 214 — 213 — 212 — 211 | 120 — 119 — 118 — 117 — 116 — 115 — 114 — 113 — 112 — 111 | 20 — 19 — 18 — 17 — 16 — 15 — 14 — 13 — 12 — 11  |
| 210 — 209 — 208 — 207 — 206 — 205 — 204 — 203 — 202 — 201 | 110 — 109 — 108 — 107 — 106 — 105 — 104 — 103 — 102 — 101 | 10 — 9 — 8 — 7 — 6 — 5 — 4 — 3 — 2 — 1           |

## До нашей эры
| I век до н. э.                                   | II век до н. э.                                           | III век до н. э.                                          |
| ------------------------------------------------ | --------------------------------------------------------- | --------------------------------------------------------- |
| 1 — 2 — 3 — 4 — 5 — 6 — 7 — 8 — 9 — 10           | 101 — 102 — 103 — 104 — 105 — 106 — 107 — 108 — 109 — 110 | 201 — 202 — 203 — 204 — 205 — 206 — 207 — 208 — 209 — 210 |
| 11 — 12 — 13 — 14 — 15 — 16 — 17 — 18 — 19 — 20  | 111 — 112 — 113 — 114 — 115 — 116 — 117 — 118 — 119 — 120 | 211 — 212 — 213 — 214 — 215 — 216 — 217 — 218 — 219 — 220 |
| 21 — 22 — 23 — 24 — 25 — 26 — 27 — 28 — 29 — 30  | 121 — 122 — 123 — 124 — 125 — 126 — 127 — 128 — 129 — 130 | 221 — 222 — 223 — 224 — 225 — 226 — 227 — 228 — 229 — 230 |
| 31 — 32 — 33 — 34 — 35 — 36 — 37 — 38 — 39 — 40  | 131 — 132 — 133 — 134 — 135 — 136 — 137 — 138 — 139 — 140 | 231 — 232 — 233 — 234 — 235 — 236 — 237 — 238 — 239 — 240 |
| 41 — 42 — 43 — 44 — 45 — 46 — 47 — 48 — 49 — 50  | 141 — 142 — 143 — 144 — 145 — 146 — 147 — 148 — 149 — 150 | 241 — 242 — 243 — 244 — 245 — 246 — 247 — 248 — 249 — 250 |
| 51 — 52 — 53 — 54 — 55 — 56 — 57 — 58 — 59 — 60  | 151 — 152 — 153 — 154 — 155 — 156 — 157 — 158 — 159 — 160 | 251 — 252 — 253 — 254 — 255 — 256 — 257 — 258 — 259 — 260 |
| 61 — 62 — 63 — 64 — 65 — 66 — 67 — 68 — 69 — 70  | 161 — 162 — 163 — 164 — 165 — 166 — 167 — 168 — 169 — 170 | 261 — 262 — 263 — 264 — 265 — 266 — 267 — 268 — 269 — 270 |
| 71 — 72 — 73 — 74 — 75 — 76 — 77 — 78 — 79 — 80  | 171 — 172 — 173 — 174 — 175 — 176 — 177 — 178 — 179 — 180 | 271 — 272 — 273 — 274 — 275 — 276 — 277 — 278 — 279 — 280 |
| 81 — 82 — 83 — 84 — 85 — 86 — 87 — 88 — 89 — 90  | 181 — 182 — 183 — 184 — 185 — 186 — 187 — 188 — 189 — 190 | 281 — 282 — 283 — 284 — 285 — 286 — 287 — 288 — 289 — 290 |
| 91 — 92 — 93 — 94 — 95 — 96 — 97 — 98 — 99 — 100 | 191 — 192 — 193 — 194 — 195 — 196 — 197 — 198 — 199 — 200 | 291 — 292 — 293 — 294 — 295 — 296 — 297 — 298 — 299 — 300 |